# ألان ماكجرو
ألان ماكجرو (بالإنجليزية: Allan McGraw)‏ هو مدرب كرة قدم ولاعب كرة قدم بريطاني في مركز الهجوم، ولد في 29 يوليو 1939 في غلاسكو في المملكة المتحدة. لعب مع تورونتو سيتي ونادي غرينوك مورتون ونادي لينفيلد ونادي هيبرنيان.